# 旧和田家住宅
旧和田家住宅（きゅうわだけじゅうたく）は、埼玉県所沢市三ヶ島にある古民家。国の登録有形文化財に登録されている。愛称はクロスケの家。

## 概要

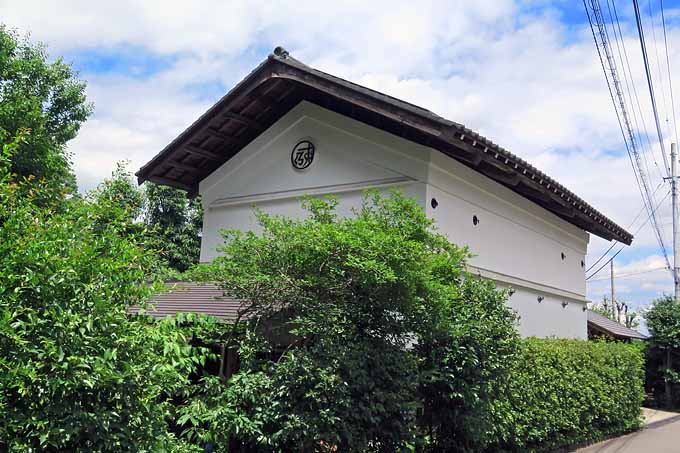
土蔵

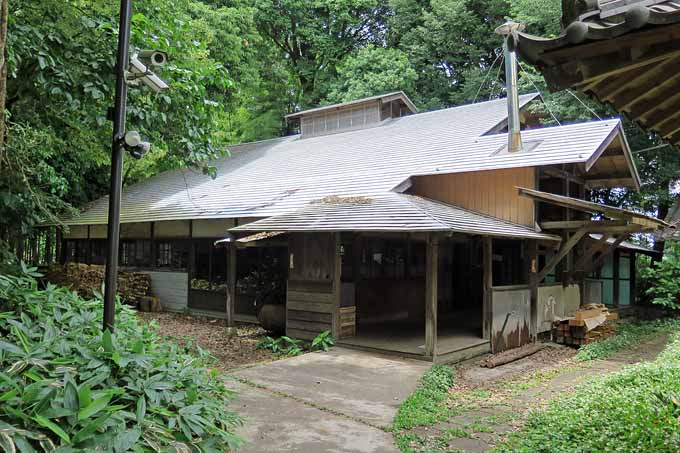
製茶工場

旧和田家住宅主屋、旧和田家住宅製茶工場、旧和田家住宅土蔵の3件が国の登録有形文化財に登録されている。主屋は木造2階建て、瓦葺で、製茶工場（もと蚕室）とともに1902年（明治35年）の建築、土蔵は1887年（明治20年）頃の建築である。これらの建物は1957年（昭和32年）に埼玉県越生町から移築された。

## 歴史
- 2004年（平成16年） - 公益財団法人トトロのふるさと基金が取得。
- 2013年（平成25年）6月21日 - 国の登録有形文化財に登録。

## 施設情報
開館時間10時〜15時
開館日火・水・土曜日（祝日、年末年始の場合は休館）

## アクセス
- 埼玉県所沢市三ヶ島3-1169-1
  - 西武池袋線小手指駅より西武バス、小手02：早稲田大学行、もしくは小手09：宮寺西行、大日堂バス停より徒歩5分[2]。
  - 自動車は一般用の駐車場はないが、周囲に民営のコインパーキングがある[2]。